# Tobtok
Tobias Karlsson, mer känd som Tobtok, född 18 maj 1992 i Uppsala, Sverige, är en svensk DJ och musikproducent. 
Han är känd för att göra disco-inriktad elektronisk musik, och har under åren 2012 och framåt mött internationell framgång. Han har gjort jobb och släppt låtar på skivbolag som Kitsuné, Sony Music och Warner Bros. Records. Under år 2015 framträdde han med internationella stjärnor så som Avicii, Alesso, Martin Garrix med fler.

## Diskografi

### Singlar
| Year | Title                  | Label                          |
| ---- | ---------------------- | ------------------------------ |
| 2014 | Higher ft. Emil Héro   | Good Soldier                   |
| 2014 | Savanna ft. River      | Kitsuné                        |
| 2015 | Shelter ft. Alex Mills | Good Soldier, Disco:Wax (Sony) |
| 2015 | Fast Car ft. River     | Good Soldier, Disco:Wax (Sony) |

### Officiella Remixes
| Year | Artist                                   | Title                                          |
| ---- | ---------------------------------------- | ---------------------------------------------- |
| 2012 | La Zebra                                 | After School Special (Tobtok Remix)            |
| 2012 | Televisor                                | Stand Up ft. Maya (Tobtok Remix)               |
| 2012 | Lissi Dancefloor Disaster                | Kill The Winner (Tobtok Remix)                 |
| 2013 | Kris Menace                              | Higher Love ft. Julian Hamilton (Tobtok Remix) |
| 2013 | Foxe Basin                               | Seize The Night (Tobtok Remix)                 |
| 2013 | Jutty Ranx                               | I See You (Tobtok Remix)                       |
| 2013 | Everywhere                               | Soldier (Tobtok Remix)                         |
| 2014 | Years & Years                            | Real (Tobtok Remix)                            |
| 2014 | Zak Waters ft. Codi Caraco               | Out Of My Head (Tobtok Remix)                  |
| 2014 | Kill Me Softly ft. Jane Elizabeth Hanley | Catch (Tobtok Remix)                           |
| 2014 | Citizens!                                | Lighten Up (Tobtok Remix)                      |
| 2014 | Lemaitre                                 | High Tide (Oliver Nelson & Tobtok Remix)       |
| 2014 | Blonde ft. Charli Taft                   | Higher Ground (Tobtok Remix)                   |
| 2014 | Icona Pop                                | Get Lost (Tobtok Remix)                        |
| 2014 | Keljet x AYER                            | If Its Not You (Tobtok Remix)                  |
| 2014 | The Magician ft. Years & Years           | Sunlight (Tobtok Remix)                        |
| 2014 | Charlie Winston                          | Lately (Tobtok Remix)                          |
| 2015 | Montmartre                               | Out Of Violence (Tobtok Remix)                 |
| 2015 | Hard Rock Sofa                           | Arms Around Me (Tobtok Remix)                  |
| 2015 | John Newman                              | Come And Get It (Tobtok Remix)                 |
| 2015 | Jaël                                     | Easy Life (Tobtok Remix)                       |
| 2015 | Kerri Watt                               | Long Way Home (Tobtok Remix)                   |
| 2015 | Televisor ft. Richard Judge              | Find That Someone (Tobtok Remix)               |
| 2015 | The Six                                  | Don't Go Running (Tobtok Remix)                |